# Mario Pomilio
Mario Pomilio, född 14 januari 1921 i Orsogna, död 3 april 1990 i Neapel, var en italiensk journalist och författare.

## Utmärkelser
Mario Pomilio vann Stregapriset (1983) för Il Natale del 1833 (Rusconi), Premio Campiello (1965) för La compromissione, och i Frankrike, Prix du Meilleur livre étranger (1977) för Den femte Evangelium (It. Il Quinto Evangelio).